# Söderströms förlag
Söderströms förlag, Helsingfors, grundades 1891 av Werner Söderström som ända sedan 1878 bedrivit förlagsverksamhet både på finska och på svenska. Det blev omöjligt i längden, och resultatet blev en delning av förlaget så, att det nya förlaget, Söderström & C:o, enbart gav ut böcker på svenska, medan Werner Söderströms (som numera oftast kallar sig WSOY och har vuxit till ett med finländska mått jätteföretag) hade en finskspråkig utgivning. 
Den 1 februari 2012 fusionerades Schildts och Söderströms till ett förlag, Schildts & Söderströms. 
Söderströms utgav både allmän litteratur och läroböcker. På sin lista hade förlaget flera av de mest välkända namnen inom finlandssvensk skönlitteratur, som i och med modernisten Gunnar Björling och senare med bl.a. Christer Kihlman och Henrik Tikkanen också uppmärksammades av rikssvenska förlag och medier. Märta Tikkanen är tillsammans med Monika Fagerholm och Kjell Westö de mest översatta finlandssvenska författarna idag, medan poeter som Tua Forsström och Claes Andersson fått fina utmärkelser både i Finland och i Sverige. 

## Romanboomen
Söderströms allmänna utgivning, som ända fram till 1990-talet mest utgjorts av lyrik, essäer och självbiografier började så småningom få ett allt vitalare tillskott av litterärt högtstående läsromaner av bland annat Ulla-Lena Lundberg, Monika Fagerholm, Kjell Westö, Lars Sund, Mikaela Sundström, Zinaida Lindén. Och romanvågen fortsätter. 
Trots den relativt sett begränsade finlandssvenska bokmarknaden finns det anledning till optimism, främst tack vare det stora skrivintresset som råder på svenska i Finland. Flera av Söderströms författare har också finska eller rikssvenska förlag, och nya kanaler för distribution av finlandssvenska böcker till Sverige utvecklas för närvarande. Förlaget importerar också ca 80 titlar ur den svenska eller utländska litteraturen, och har dem med i den årliga finlandssvenska bokkatalogen.

## Barnboksboomen nästa?
Från början av 2000-talet uppenbarade sig ett nytt fenomen; flera författare började skriva och teckna för barn, och i detta nu uppgår Söderströms egen barnboksutgivning till 20 titlar. Också på fackboksområdet har det skett en förstärkning. Antalet titlar på allmänna sidan är 30-40 årligen.

## Läromedel
Läroböckerna är en central del av förlagets utgivning. Söderströms producerar skolböcker för alla stadier i ett antal om cirka 60 titlar per år. Ett välkommet tillskott till den egna produktionen utgör de finska förlagens böcker, som omarbetas och översätts för finlandssvenska behov.